# Jaskinia Gutmana
Jaskinia Gutmana (łot. Gūtmaņa ala) – jaskinia w Siguldzie na Łotwie, największa i najczęściej odwiedzana jaskinia na Łotwie.

## Charakterystyka
Grota w piaskowcu znajduje się w dolinie potoku Vikmeste na obszarze miasta Sigulda; jest wysoka na 10 m, szeroka na 12 m, a jej długość wynosi 19 m.
Jaskinia była znana od stuleci, na ścianach znajdują się liczne inskrypcje wykonane przez jej odwiedzających, niektóre mogą pochodzić z XVI wieku.

## Legenda
Legenda głosi, że jaskinia była sceną zdarzeń tragicznej miłości pomiędzy dziewczyną Maiją nazywaną Turaidas Roze (pol. Róża Turaidy) a Viktorem, zamkowym ogrodnikiem (dookoła jaskini znajduje się kilka zrujnowanych średniowiecznych zamków) w XVII wieku. Dziewczyna miała być ofiarą nieodwzajemnionych zalotów polskiego bądź szwedzkiego dezertera Adama Jakubowskiego. Miał on uwięzić dziewczynę w jaskini, która w nadziei na odegnanie zła owinęła się szalem, który otrzymała od Victora. Została przez niego zamordowana, lecz o zabójstwo został oskarżony Victor, który jednak ostatecznie został oczyszczony z zarzutów po tym, jak targany wyrzutami dezerter popełnił samobójstwo. Rainis na motywach tej legendy napisał cieszącą się popularnością sztukę Mīla stiprāka par nāvi.

## Galeria

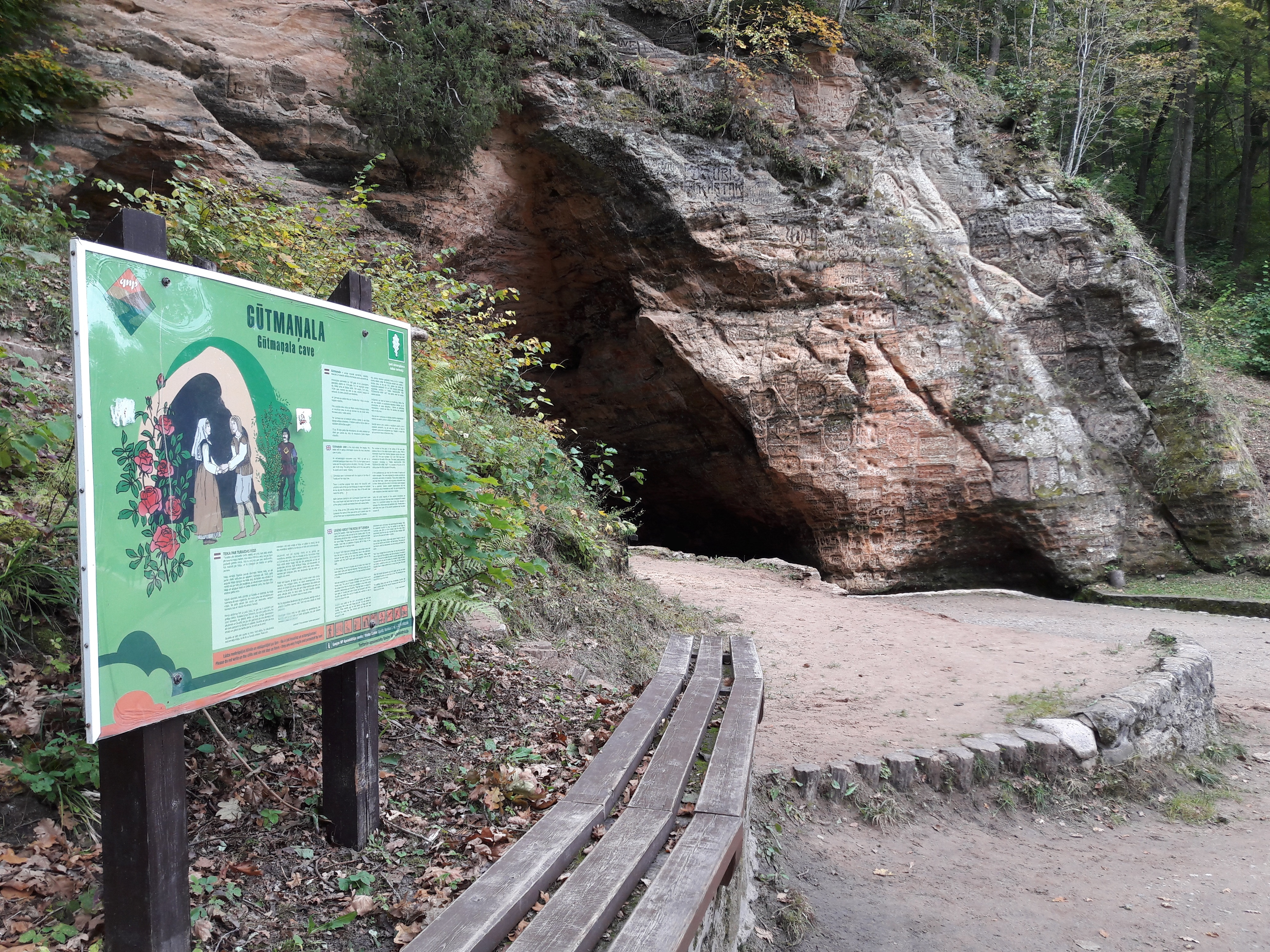
Tablica informacyjna (2016)
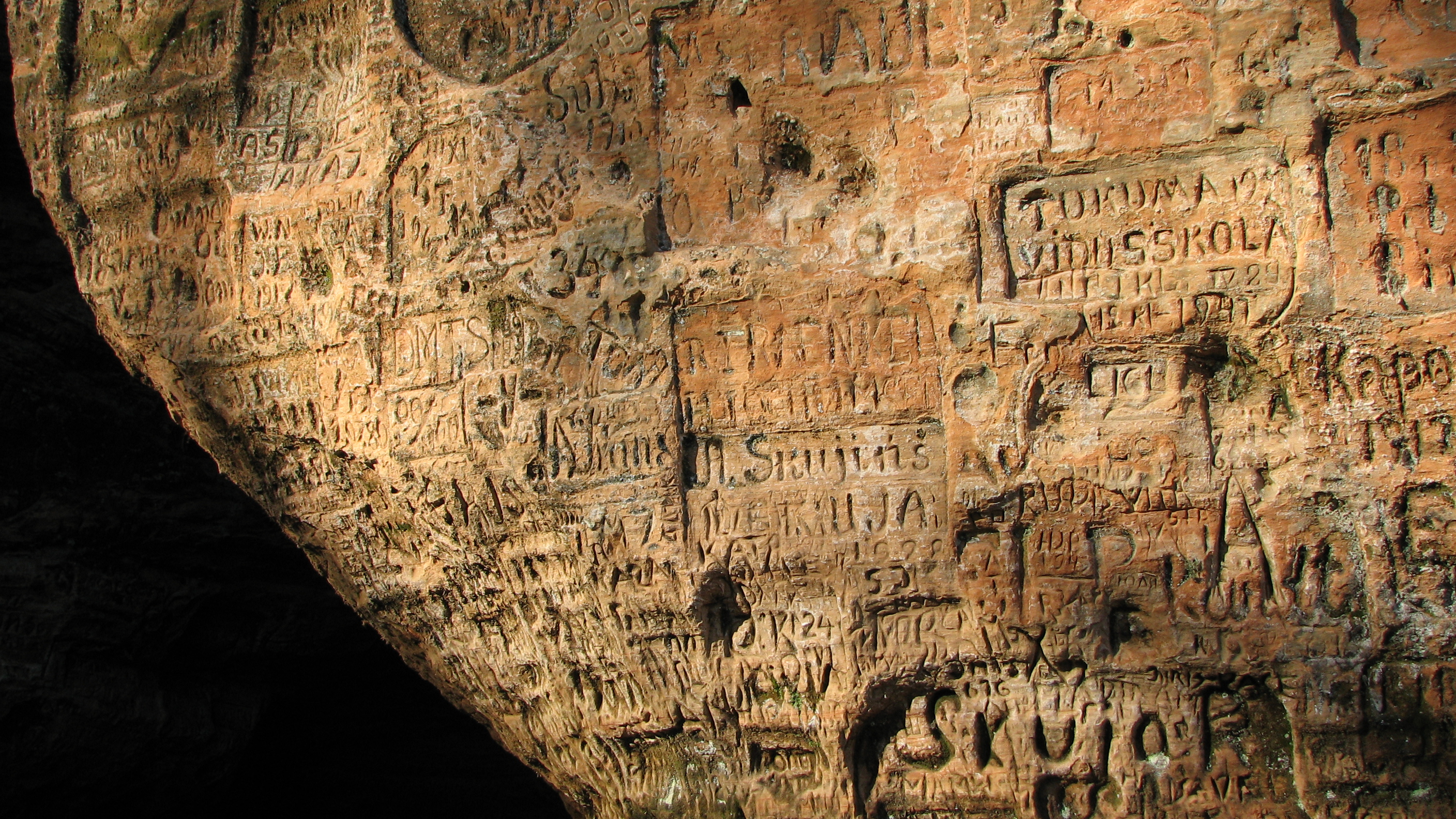
Inskrypcje przy wejściu do jaskini (2018)
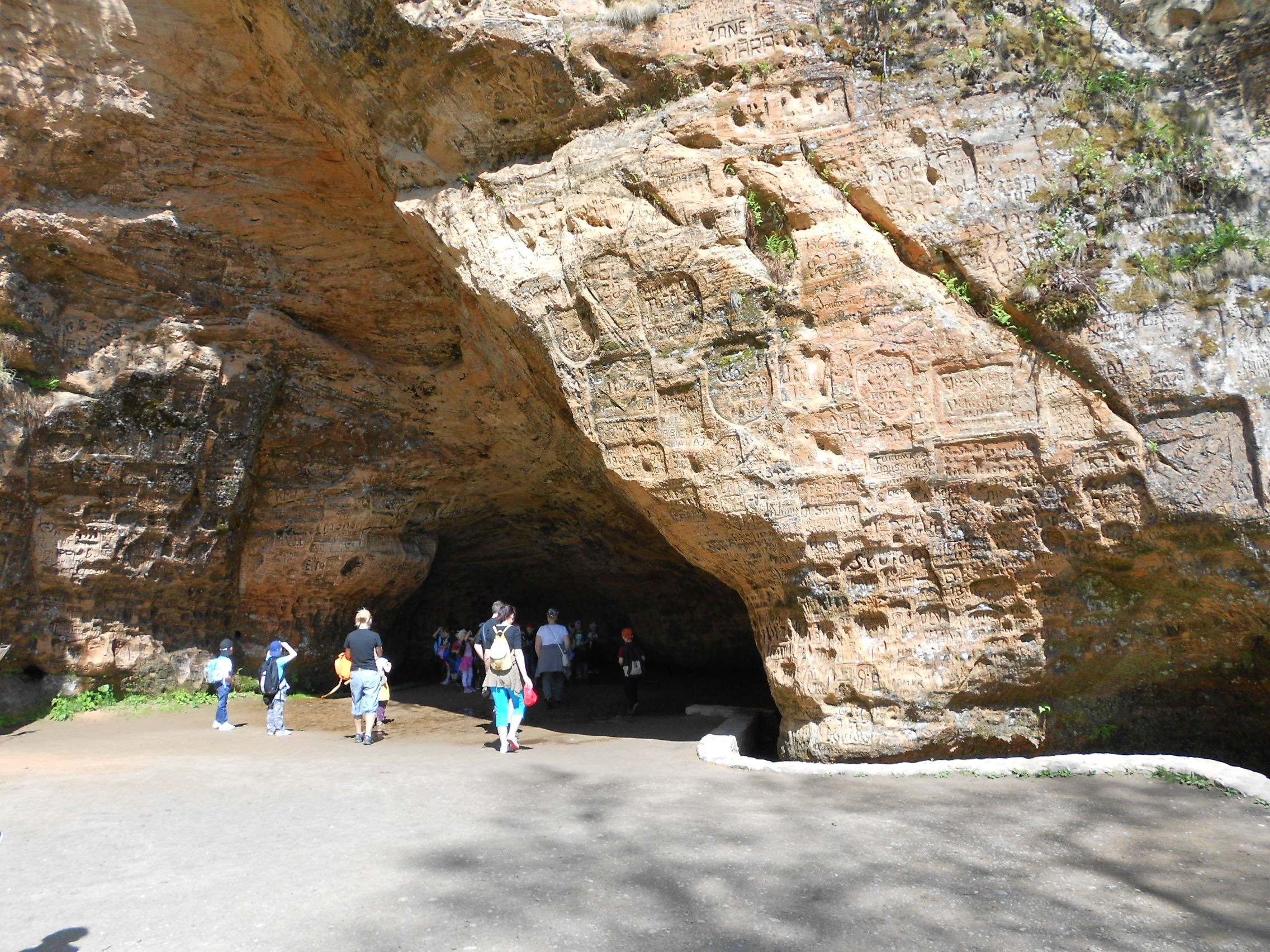
Zwiedzający (2012)
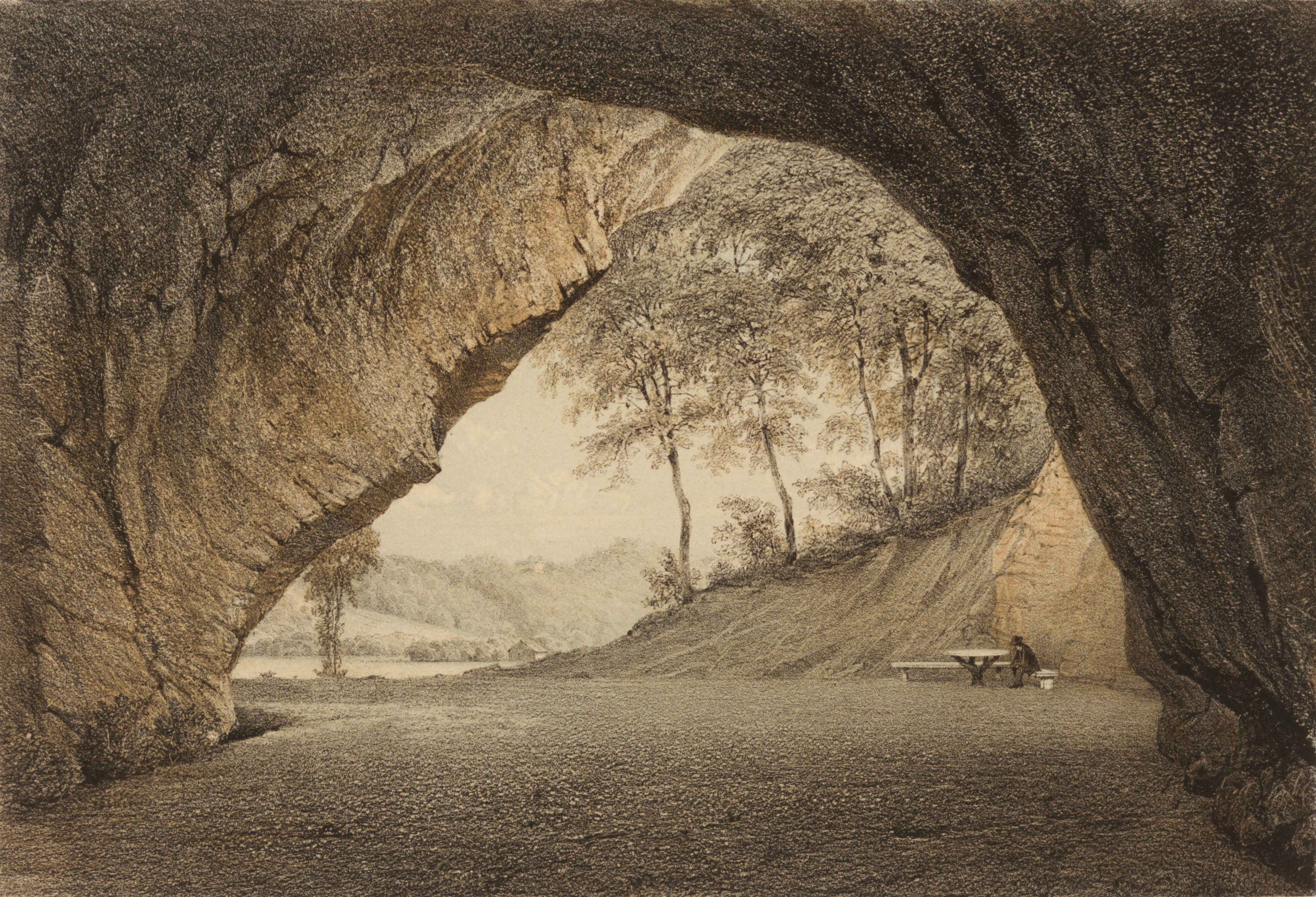
Wnętrze jaskini, rycina (1860)
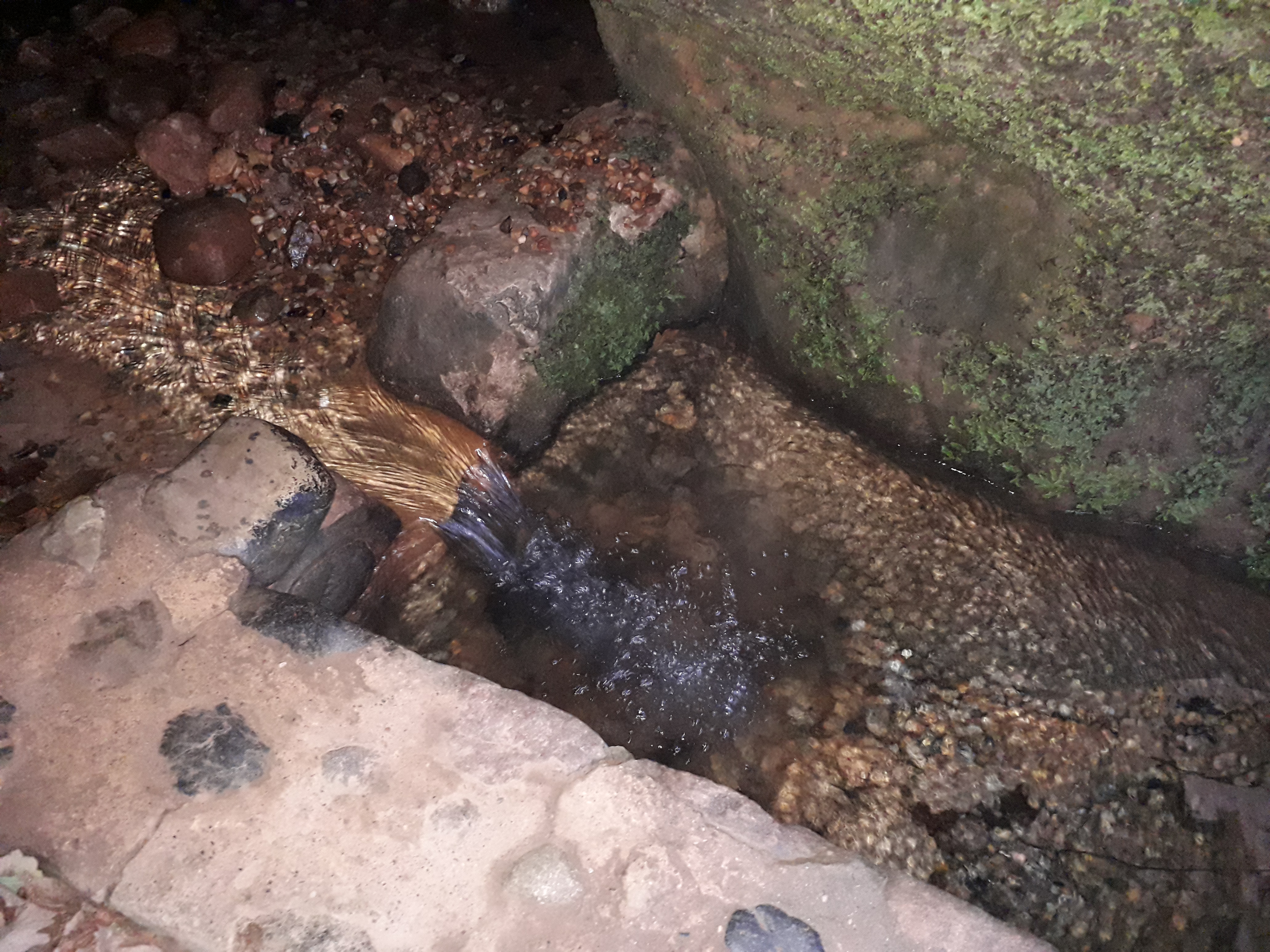
Strumień wypływający z jaskini (2018)